# Plazaster borealis
Plazaster borealis is een zeester uit de familie Asteriidae.
De wetenschappelijke naam van de soort werd in 1938 gepubliceerd door Tohru Uchida.